# 貝龍縣

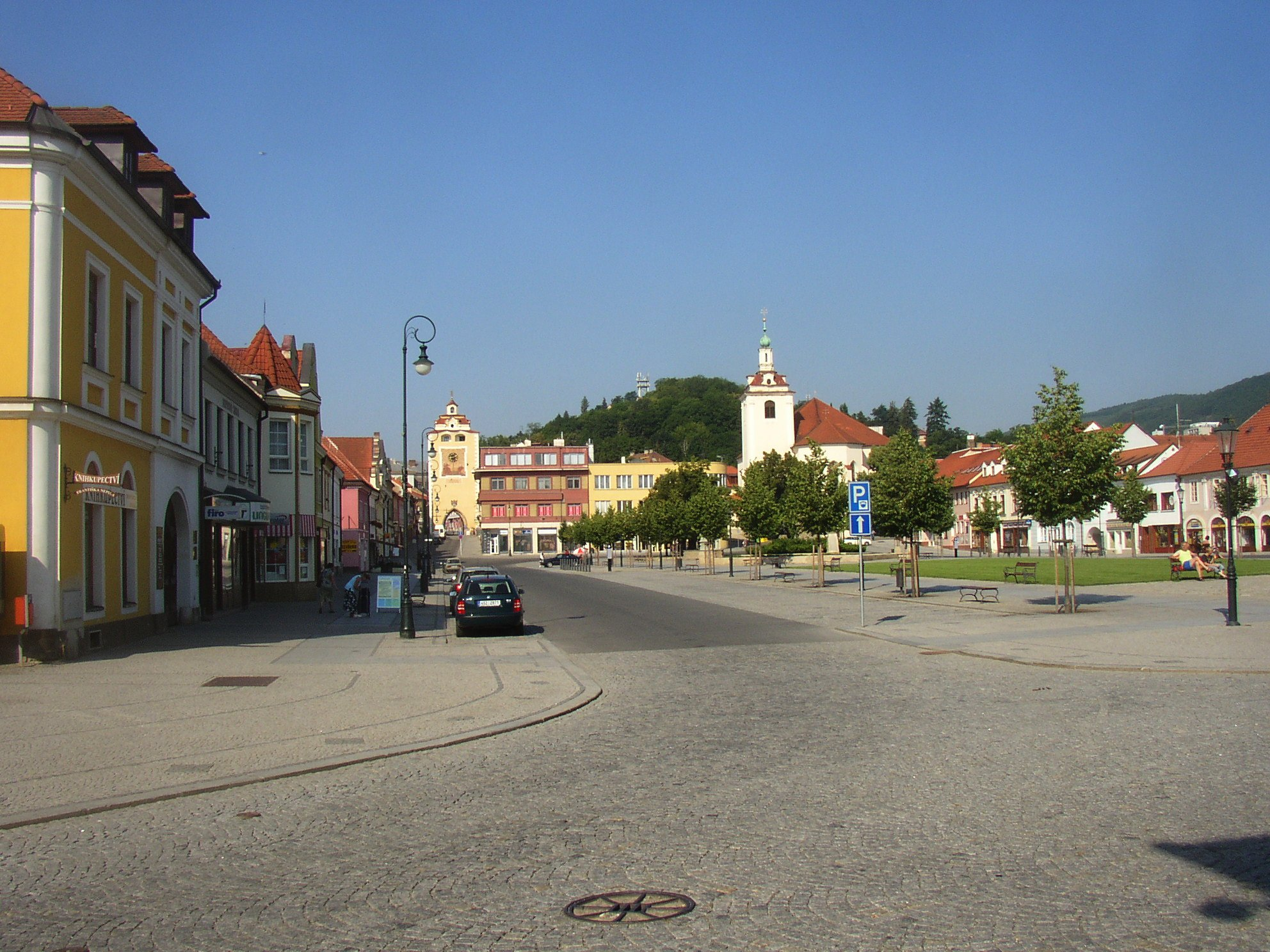

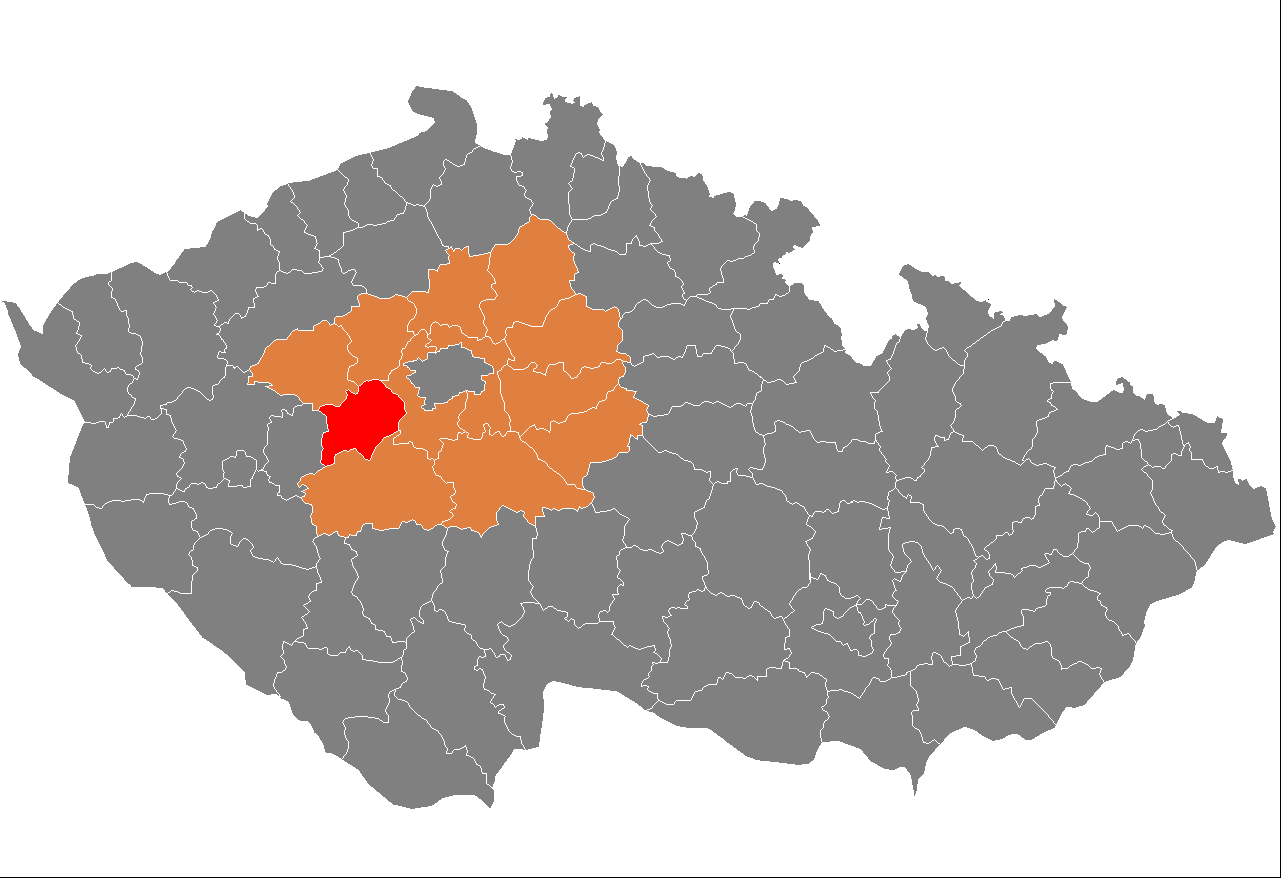

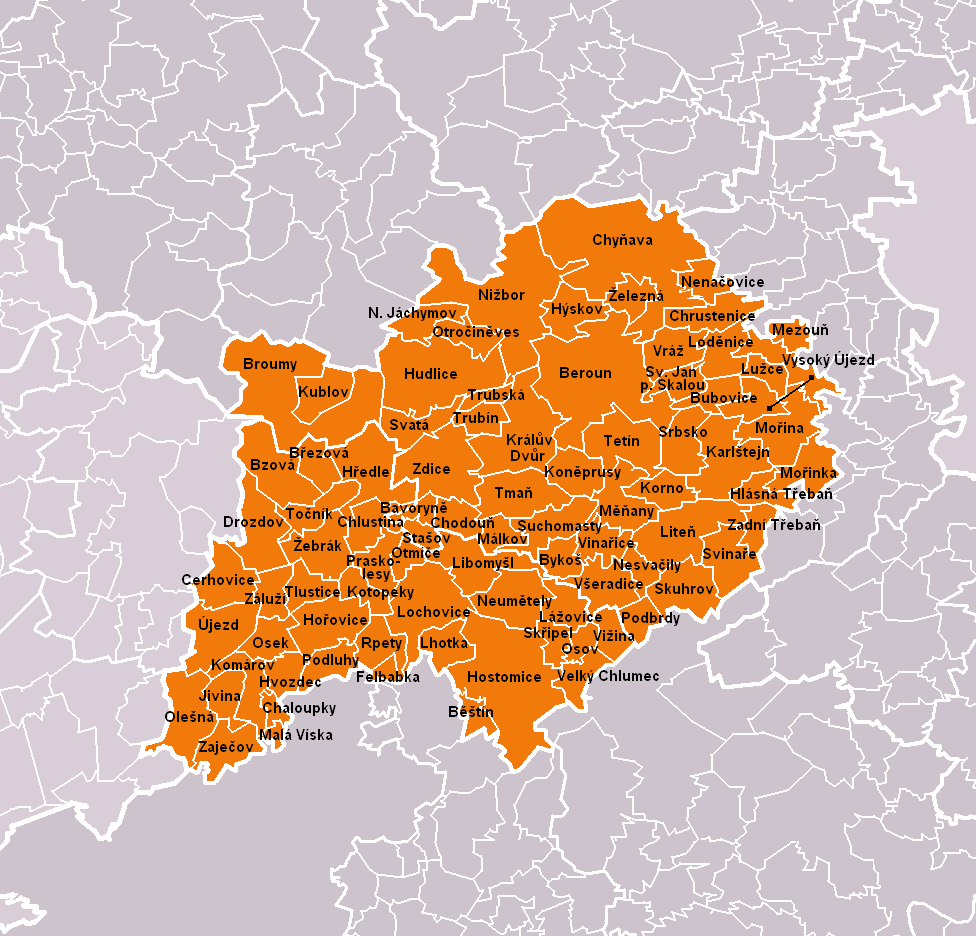

49°57′48″N 14°04′19″E / 49.96333°N 14.07194°E
貝龍縣（捷克語：Okres Beroun），是捷克的縣份，位於該國中部，由中波希米亞州負責管轄，首府設於貝龍，面積662平方公里，2007年人口78,458，人口密度每平方公里119人。